# Bazilika sv. Severina, Bordeaux
Bazilika sv. Severina (francosko Basilique St-Seurin) je rimskokatoliška cerkev v Bordeauxu na jugozahodu Francije. Pripada Bordeauxski nadškofiji in je poimenovan po škofu in zavetniku Bordeauxa, Severinu. Velja za postajo na Jakobovi poti Via Turonensis, v Santiago de Compostela in je od leta 1998 na seznamu svetovne dediščine Unesca.

## Zgodovina
Prva krščanska kapela je arheološko dokumentirana v 5. stoletje. Kapela je bila porušena med Normansko invazijo v 9. stoletju.
Sedanja cerkev je bila zgrajena v 11. stoletju kot enoladijska, pravokotna bazilika z apsido. Razširjena je bil v 13. stoletju in opremljena z impresivno fasado, na kateri štirinajst kipov predstavlja apostole. Številni romarji so v 14. in 15. stoletju prišli sem na postajo Jakobove poti, zato je bila cerkev razširjena s stranskimi kapelami. Pomembna je gradnja kapele Notre Dame de la Rose in oltarja, ki ga je leta 1444 posvetil nadškof Pey Berland. 
Stavba je bila leta 1698 močno porušena zaradi propada nekaterih obokov. V 18. stoletju je bilo zgrajeno bolj podprto obokanje, za tri metre so dvignili tudi tla, vključno s kripto, v kateri je bilo odkrito zgodnjekrščansko pokopališče. Danes so v romanskem slogu ohranjeni le veranda, kripta in podnožje stolpa. Merovinška kripta ima več galsko-rimskih kapitelov in kamnitih sarkofagov. V 19. stoletju je arhitekt Pierre Alexandre Poitevin preuredil zahodno fasado v neoromanskem slogu, kipar Dominique Fortuné Maggesi pa je oblikoval figure. Vitraji so nastali po letu 1840.
Nad starim portikom se dviga kvadratni zvonik. Na južni strani cerkve je bil postavljen zvonik.

## Arhitektura

### 11.–13. stoletje
V začetku 11. stoletja so se kanoniki bazilike odločili za veliko obnovo. Ima obliko robustne romanske cerkve v bazilikalni obliki. V tem obdobju je bila bazilika prizorišče obreda investiture, ki je potrdila dostop do oblasti nad okrožjem Bordeaux, zlasti s strani akvitanskih vojvod. 
V obdobju od 11. do 13. stoletja sta bila zgrajena ladja in kor. V 13. stoletju so naročili gradnjo južnega vhoda, ki ga nadgrajuje veranda z zvonikom, zgrajena v renesančnem slogu. Zgradili so tudi monumentalni gotski vhod za nekropolo. Vhod je sestavljen iz velikega oboka, obdanega z dvema slepima lokoma in okrašen s štirinajstimi kipi, ki predstavljajo dvanajst apostolov in dva ženska kipa, ki predstavljata Sinagogo in Cerkev. Cerkev ima tri timpanone: glavnega krasijo prizori Vstajenja in Poslednje sodbe; na levi je upodobitev svetih žensk, ki so obiskale grob; na desni pa je prikazan prihod svetega Severina po sanjah svetega Amanda. Petstranska veranda, ki vodi do nje, je bila zgrajena pozneje.

### 14.–18. stoletje
14. in 15. stoletje zaznamujeta postavitev več kapel. Ena izmed njih je bila kapela Notre Dame de la Rose, ki je bila posvečena Devici. Vsebuje oltar, ki ga je leta 1444 posvetil nadškof Pey Berland. Zasnovana je bila v dekorativnem gotskem slogu, ki spominja na podobne v Normandiji in Angliji konec 15. stoletja. 
Dvakrat v letih 1566 in 1698 so se deli cerkvenega oboka podrli, kar je povzročilo resno škodo. Na začetku 18. stoletja je bil arhitekt Jean-Baptiste Augier zadolžen za obnovo in podporo s stebri, opremljenimi s kamnitimi nosilnimi pasovi. Med tem popravilom je ukazal, da se tla dvignejo zaradi precejšnjih neravnin (skoraj za 3 m). Ta popravila so pripeljala do pokopa kripte in velike spremembe tal zahodne verande iz 11. stoletja.

### 19. stoletje
Čeprav je bilo baziliki svetega Severina v času francoske revolucije prizaneseno, je v 1800-ih dočakala bistvene spremembe. 
V poznih 1820-ih je bila zahodna fasada obnovljena po ukazu Gradbenega sveta Svetega Severina. Da bi to dosegli, je svet najel arhitekta Pierra-Alexandra Poitevina, ki je ustvaril neoromansko fasado. Konstrukcija verande skriva romansko verando. 
Kipar Dominique Fortuné Maggesi (1801–1892), umetnik iz Carrare, ki je bil eden največjih kiparjev v zgodovini Bordeauxa, je bil izbran za okrasitev fasade. Vhod je okrasil s kipoma svetega Severina in svetega Amanda, katerih srečanje je upodobljeno na timpanonu.  Izklesal je tudi kipa svetega Janeza in svetega Petra, ki krasita balustrado v zgornjem nadstropju. Ta je bila narejena zaradi homogenosti fasade in romanskega zvonika bazilike.
Leta 1840 je bila bazilika svetega Severina uvrščena na seznam zgodovinskih spomenikov (francosko: l'inventaire des Monuments Historiques). Po tej razvrstitvi je bil njen kor v celoti reorganiziran in postavljen nov marmorni oltar. Odprli so arkade in posvetili dve kapeli: ena škofu in mučeniku svetemu Fortu in druga Srcu Jezusovem. Zgrajeni sta bili na severni strani bazilike. Slikar in steklar Joseph Villiet je podpisal vitraje ladje, ki prikazujejo prizore iz Biblije, pa tudi zgodovino in legende, ki obkrožajo baziliko.

## Kripta

### Cerkvena kripta
Izvor kripte je, kot je bilo že omenjeno, v prvi stavbi iz 5. stoletja. Slednja se je uporabljala kot pokopna bazilika, kar potrjujejo marmorni sarkofagi, ki naj bi vsebovali trupla prvih svetih škofov.
Leto 1635 zaznamuje preoblikovanje pokopne bazilike z odstranitvijo karolinške apside, s čimer je bilo omogočeno ustvariti tri vdolbine, namenjene namestitvi sarkofagov in kenotafa sv. Forta. Ta zadnji mučenec je bil takrat predmet kulta prebivalstva, ki je trajal do nedavnega. Dejansko so 15. maja matere svoje otroke odpeljale na grob sv. Forta, da bi jih naredilo 'močnejše'.

### Arheološka kripta
Arheološka kripta, glavni ostanek, je ena najstarejših v Bordeauxu. Dejansko gosti del zgodnjekrščanskega pokopališča, ki je bilo ustanovljeno od Place des Martyrs de la Résistance do rue Judaïque.
Po tradiciji nekropola sv. Severina ni bila posvečena Kristusu in sedmim svetim škofom. V skladu z isto tradicijo naj bi na njem pokopali nekatere hrabre umrle iz Roncevauxa. To pojasnjuje gorečnost romarjev iz srednjega veka, ki so se zbirali na teh grobovih in poslušali zgodbe legendarnega utemeljitelja bazilike.
Od leta 1909 do 1910 je južno od cerkve izkopavanja izvedel Paul Courteault. Omogočen je bil vpogled v del te nekropole, kjer so grobovi iz 4. do 13. stoletja. Konec 1950-ih, nato med letoma 1964 in 1969, je Raymond Duru izvedel nova izkopavanja, kripto pa so za javnost odprli v 1980-ih letih.

## Priznanje
Cerkev je na seznamu zgodovinskih spomenikov od leta 1840. Leta 1873 je papež Pij IX. cerkev povišal v malo baziliko. Leta 1998 je bila uvrščena na seznam svetovne dediščine na Poti svetega Jakoba.